# 前田和彦
前田 和彦（まえだ かずひこ）は、日本の化学者。東京工業大学理学院准教授。埼玉県出身。

## 略歴
- 2003年 東京理科大学理学部応用化学科卒業
- 2005年 東京工業大学総合理工学研究科物質電子化学専攻修士課程修了
- 2007年 東京大学工学系研究科化学システム工学専攻博士後期課程修了
- 2006年 東京大学大学院工学系研究科日本学術振興会特別研究員（DC2）（ - 2007年）
- 2007年 東京大学大学院工学系研究科日本学術振興会特別研究員（PD）（ - 2008年）
- 2008年 ペンシルベニア州立大学 Department of Chemistry JSPS Research Fellow (PD)（ - 2009年）
- 2009年 東京大学大学院工学系研究科助教（ - 2012年）
- 2010年 科学技術振興機構さきがけ研究員
- 2012年 東京工業大学大学院理工学研究科准教授
- 2013年 d0型電子配置を持つ金属イオンを含む新しい種類の光触媒を開発し、可視光による水の直接分解に成功 [3]
- 2016年 東京工業大学理学院准教授
- 2017年 窒化炭素（C3N4）とルテニウム（Ru）複核錯体からなる融合光触媒が、可視光照射下でのCO2のギ酸への変換反応に対して特異的に高い活性を示すことを発見[4]

## 所属学会
- 日本化学会
- 触媒学会
- 光化学協会など

## 主な受賞
- 2008年 日本化学会BCSJ賞
- 2012年 The 6th PCCP Prize
- 2013年 第63回日本化学会進歩賞
- 2015年 Lee Hsun Young Scientist Lecture Series Award on Materials Science
- 2016年 第13回日本学術振興会賞[2]
- 2016年 第11回凝縮系科学賞
- 2016年 文部科学大臣表彰若手科学者賞